# Хипертрофија дојке
Хипертрофија дојке је ретко медицинско стање везивног ткива дојке у којем дојке постају претерано велике. Стање се често дели на основу тежине на два типа, макромастију и гигантомастију. Хипертрофија ткива дојке може бити узрокована повећаном хистолошком осетљивошћу на одређене хормоне као што су женски полни хормони, пролактин и фактори раста. Хипертрофија дојке је бенигно прогресивно увећање, које се може јавити у обе дојке (билатерално) или само у једној дојци (једнострано). Први пут је научно описано 1648. године.

## Узроци
Основни узрок брзо растућег везивног ткива дојке, који резултира огромним размерама, није добро разјашњен. Међутим, предложени фактори укључују повећане нивое/експресију или повећану осетљивост на одређене хормоне (нпр. естроген, прогестерон и пролактин) и/или факторе раста (нпр. фактор раста јетре, фактор раста сличан инсулину 1, и епидермални фактор раста) у дојкама. Извештава се да се макроматичне дојке углавном састоје од масног и фиброзног ткива, док жлездано ткиво остаје суштински стабилно.
Макромастија се јавља код приближно половине жена са синдромом вишка ароматазе (стање хиперестрогенизма). Хиперпролактинемија је пријављена као узрок неких случајева макростије. Макромастија је такође повезана са хиперкалцемијом (за коју се сматра да је последица прекомерне производње протеина повезаног са паратироидним хормоном) и, ретко, системским еритематозним лупусом и псеудоангиоматозном стромалном хиперплазијом. Такође је приметно да је отприлике две трећине жена са макростијом гојазно. Осим ароматазе (као код синдрома вишка ароматазе), најмање две друге генетске мутације (једна у ПТЕН) су умешане у изазивање макромастије.
Неколико лекова је повезано са гигантомастијом, укључујући пенициламин, буциламин, неотетазон, циклоспорин, индинавир и преднизолон.

## Опис и врсте
Индикација је вишак тежине груди која прелази приближно 3% укупне телесне тежине. Постоје различите дефиниције онога што се сматра прекомерним ткивом дојке, односно очекивано ткиво дојке плус изузетно ткиво дојке, у распону од само 0,6 килограма до 2,5 килограма при чему већина лекара дефинише макромастију као прекомерно ткиво од преко 1,5 килограма. Неки извори разликују макромастију, где је вишак ткива мањи од 2,5 kg, и гигантомастију, где је вишак ткива већи од 2,5 kg. Повећање може да изазове нелагодност у мишићима и претерано истезање омотача коже, што у неким случајевима може довести до улцерације.
Хипертрофија дојке може подједнако да утиче на дојке, али обично утиче на једну дојку више од друге, што узрокује асиметрију, када је једна дојка већа од друге. Стање такође може појединачно утицати на брадавице и ареолу уместо или поред целе дојке. Ефекат може произвести мању варијацију величине до изузетно велике асиметрије груди. Хипертрофија дојке је класификована на један од пет начина: или као пубертетска (девичанска хипертрофија), гестацијска (гравидна макромастија), код одраслих жена без очигледног узрока, повезана са терапијом пенициламином и повезана са екстремном гојазношћу. Многе дефиниције макростије и гигантомастије засноване су на термину „прекомерно ткиво дојке“ и стога су донекле произвољне.
Укупно 115 случајева хипертрофије дојке је пријављено у литератури од 2008. године.

## Третман
Медицински третман се није показао доследно ефикасним. Медицински режими су укључивали тамоксифен, прогестерон, бромокриптин, агонист гонадотропин-ослобађајућег хормона леупрорелин и тестостерон. Гестацијска макростија је лечена само лековима за смањење груди без операције. Хируршка терапија укључује редукцијску мамопластику и мастектомију. Међутим, смањење груди није клинички индиковано осим ако је потребно уклонити најмање 1,8 kg ткива по дојци. У већини случајева макростије, операција је медицински непотребна, у зависности од телесне висине. Локални третман укључује режиме леда за хлађење груди.
Утврђено је да је лечење макромастије повезане са хиперпролактинемијом агонистима Д2 рецептора, као што су бромокриптин и каберголин, делотворно у неким, али не у свим случајевима. Даназол, антиестроген и слаб андроген, такође је утврђено да је ефикасан у лечењу макростије.
Када се хипертрофија јави у адолесценцији, обично се не препоручују неинвазивни третмани, укључујући фармацеутско лечење, хормонску терапију и употребу стероида због познатих и непознатих нежељених ефеката. Када се стопа раста груди стабилизује, смањење груди може бити одговарајући избор. У неким случајевима након агресивног или хируршког третмана, дојка може наставити да расте, када се потпуна мастектомија се може препоручити као последње средство.
Трудноћа је препозната као други најчешћи разлог за хипертрофију. Када је секундарна трудноћа, може се сама повући без лечења након завршетка трудноће.

## Друштво и култура

### Потешкоће
Екстремно велике груди су извор значајне пажње. Неке жене покушавају да сакрију или маскирају своје груди посебном одећом, укључујући грудњаке који су минимизирани. Жене са овим стањем могу бити подложне психолошким проблемима због нежељене пажње и/или узнемиравања. Депресија је уобичајена међу оболелима.
У случају 12-годишње јапанске девојчице која је пријављена 1993. године, њене „масовно увећане“ груди изазвале су јој „интензивне психолошке проблеме, онемогућавајући је у школским активностима и друштвеним односима“. Глумица Солеј Мун Фрај, која је као дете глумила у ситкому Панки Брустер, изјавила је у интервјуу за магазин Пипл да су је дечаци исмевали, називајући је "Хеј, Панки Бубстер!". То је негативно утицало на њен професионални и друштвени живот. „Људи су о мени почели да размишљају као о проститутки“, рекла је она у интервјуу. „Нисам могла да седим усправно, а да ме људи не гледају тако“, рекла је Фрај.
Проналажење великих величина грудњака и стилова који пристају је изазов. Такође, већи грудњаци су скупљи, тешки за проналажење и непријатни за корисника. Грудњаци који лоше пристају са уским нараменицама могу изазвати хроничну иритацију, црвенило и удубљења на раменима. Осип на кожи испод груди је чест, посебно током топлог времена. Тешке груди могу изазвати главобољу, бол у врату, бол у горњем и доњем делу леђа и утрнулост или трнци у прстима. Постоји могућа веза између макростије и синдрома карпалног тунела.

### Покриће здравственог осигурања
Осигуравајуће компаније у Сједињеним Државама обично захтевају од лекара да пружи доказ да велике женине груди изазивају главобољу или бол у леђима и врату пре него што плате за редукциону мамопластику. Осигуравајућа друштва такође обавезују жену која има вишак килограма, што је чест случај са гигантомастијом, да прво изгуби одређену количину килограма. Они такође обично захтевају од пацијената да испробају алтернативне третмане попут физикалне терапије годину дана или више.

## Гигантомастија
Једна рана и екстремна студија случаја гигантомастије датира из 1670. Пацијент је умро четири месеца након почетка увећања. Једна дојка уклоњена након женине смрти била је тешка 29 kg.
Дана 17. априла 1848. 42-годишња жена по имену Лу-ши лечена је од хипертрофије у кинеској болници. Њу је лечио лекар мисионар. Дана 24. децембра 1849. године, лева дојка, обима 67 cm и тежине 2,7 kg, уклоњена је процедуром која је трајала три и по минута. Десна дојка је уклоњена месец дана касније. Имала је 61 cm у обиму и тежила 2,5 kg.
Један од најтежих случајева макростије пријављен је из Илорина у Нигерији. Године 2007. др Ганију Адебиси Рахман и његове колеге пријавили су случај 26-годишње жене која је имала масивно отицање груди и билатералне аксиларне отоке у трајању од 6 година. Др Рахман је предводио тим хирурга у Илорину да изврше потпуну билатералну ексцизију хипертрофираних аксиларних дојки и билатералну ампутацију дојке композитним графтом брадавица-ареола нормално лоцираних груди. Укупна тежина уклоњеног ткива дојке износила је 44,8 килограма.
Још један екстремни случај примећен је 2008. године у болници Марија Виторија у Торину, Италија, где је количина уклоњена из обе дојке износила 17,2 kg. Раст се десио током пубертета, што га чини случајем девичанске гигантомастије, али пацијент није тражио лечење све до 29. године. Још један екстреман случај примећен је 28. августа 2003. године, када је 24-годишња жена примљена у Клинички центар Скопље у Македонији са гигантомастијом у трудноћи, а количина која је касније уклоњена из обе дојке износила је укупно 15 kg. Други случај у Македонији је пријављен када су груди 30-годишње жене из удаљеног планинског села у источној Македонији одједном нарасле на више од 30 килограма укупно.
Како овај поремећај постаје све познатији, медијски извештаји су се повећали. Француска Канађанка Исабе Лантијер појавила се у емисији Монтела Вилијамса где је испричала како су јој груди порасле са 86 cm на 133 cm за пет месеци током трудноће. Највећа, једна дојка је била тешка 6,8 kg, а друга 5,4 kg. Њен муж је направио посебан грудњак за подршку њених груди.

## Девичанска хипертрофија дојке
Јапански часопис Surgery Today је 1993. године известио о случају 12-годишње девојчице. Висока само 152 центиметра и тешка 43 килограма, њене груди су почеле да се развијају са 11 година пре почетка менструације. Током наредних осам месеци, обе дојке су постале абнормално велике, а лекари који су је лечили открили су да је њен физиолошки развој био нормалан осим њених груди. Тежина настала њиховим симетричним и масивним повећањем резултирала је израженом закривљеношћу кичме. Лабораторијски тестови њене крви на хормоне и биохемијске супстанце показали су нормалне вредности, иако су тестови открили да је то могло бити узроковано преосетљивошћу на естроген. Урађена је билатерална редукциона мамопластика. Хирурзи су уклонили 2 килограма ткива са њене десне дојке и 1,9 килограма са њене леве дојке. Касније јој је дат тамоксифен да би се сузбио поновни раст груди.
Тежи случај девичанске хипертрофије дојке код 11-годишње девојчице пријављен је 2008. Груди су почеле нагло да расту у пубертету и достигле су тачку да изазивају физичко оштећење и респираторни компромис након годину дана. Кожа је била нетакнута без икаквих улцерација. Хемијска анализа крви и ендокрини преглед били су нормални. Урађена је билатерална редукциона мамопластика са слободним графтовима брадавица. Уклоњено је 6 kg десне дојке и 6,5 kg леве дојке, што је резултирало уклањањем укупно 12,5 kg ткива (24% укупне телесне тежине).